# زنده در ومبلی آرنا
زنده در ومبلی آرنا (انگلیسی: Live at Wembley Arena) آلبومی از اجراهای زندهٔ ابرگروه سوئدی موسیقی پاپ آبا است که در ۲۶ سپتامبر ۲۰۱۴ منتشر شد. تک‌آهنگ «من هنوز زنده‌ام» نوشتهٔ مشترک آنگنیه‌تا فلتسکوگ و بیورن اولویوس برای نخستین بار در این آلبوم منتشر شد.

## فهرست ترانه‌ها
تمامی ترانه‌ها توسط بنی آندِشون و بیورن اولویوس نوشته‌شده، مگر آنهایی که نام دیگری برایشان ذکر شده‌است.
| روی اول    | روی اول                                 | روی اول                               | روی اول |
| شماره      | نام                                     | نویسنده(ها)                           | مدت     |
| ---------- | --------------------------------------- | ------------------------------------- | ------- |
| ۱.         | «سرود خانه مزرعه قدیمی»                 | تنظیم‌کننده: بنی آندِشون                | ۱:۴۳    |
| ۲.         | «آیا می‌خواهی»                           |                                       | ۴:۱۱    |
| ۳.         | «اگر شب‌ها نبودند»                       |                                       | ۵:۱۸    |
| ۴.         | «مثل روز اول نو»                        |                                       | ۳:۲۶    |
| ۵.         | «شناختن خودم، شناختن تو»                | بنی آندِشون استیگ آندِشون بیورن اولویوس | ۴:۳۰    |
| ۶.         | «سرخوشم کن»                             |                                       | ۳:۳۴    |
| ۷.         | «چیکیتیتا»                              |                                       | ۵:۳۴    |
| ۸.         | «پول، پول، پول»                         |                                       | ۳:۵۷    |
| ۹.         | «رؤیایی دارم»                           |                                       | ۶:۵۱    |
| ۱۰.        | «بده! بده! بده! (مردی را پس از نیمه‌شب)» |                                       | ۵:۳۴    |
| ۱۱.        | «اس‌اواس»                                | بنی آندِشون استیگ آندِشون بیورن اولویوس | ۳:۳۰    |
| ۱۲.        | «فرناندو»                               | بنی آندِشون استیگ آندِشون بیورن اولویوس | ۴:۱۳    |
| مجموع مدت: | مجموع مدت:                              | مجموع مدت:                            | ۵۲:۲۱   |

| روی دوم    | روی دوم                    | روی دوم                               | روی دوم |
| شماره      | نام                        | نویسنده(ها)                           | مدت     |
| ---------- | -------------------------- | ------------------------------------- | ------- |
| ۱.         | «هدف اساسی»                | بنی آندِشون استیگ آندِشون بیورن اولویوس | ۳:۰۹    |
| ۲.         | «عقاب»                     |                                       | ۶:۱۰    |
| ۳.         | «به‌خاطر موسیقی سپاسگزارم»  |                                       | ۳:۵۲    |
| ۴.         | «چرا می‌بایست من باشم؟»     |                                       | ۴:۳۲    |
| ۵.         | «اینترمتزو شماره ۱»        |                                       | ۴:۰۶    |
| ۶.         | «من هنوز زنده‌ام»           | آنگنیه‌تا فلتسکوگ بیورن اولویوس        | ۴:۲۹    |
| ۷.         | «شهر شب تابستانی»          |                                       | ۵:۲۸    |
| ۸.         | «شانست را با من امتحان کن» |                                       | ۴:۲۵    |
| ۹.         | «مادرت می‌داند؟»            |                                       | ۳:۵۸    |
| ۱۰.        | «خدشه بر روحت»             |                                       | ۴:۳۹    |
| ۱۱.        | «مرام دوستان قدیمی»        |                                       | ۳:۰۵    |
| ۱۲.        | «ملکه رقصان»               | بنی آندِشون استیگ آندِشون بیورن اولویوس | ۵:۵۲    |
| ۱۳.        | «واترلو»                   | بنی آندِشون استیگ آندِشون بیورن اولویوس | ۳:۵۱    |
| مجموع مدت: | مجموع مدت:                 | مجموع مدت:                            | ۵۷:۳۶   |

## جداول موسیقی
| جدول (۲۰۱۴)                           | بالاترین رتبه |
| ------------------------------------- | ------------- |
| آلبوم‌های اتریشی (آلبوم‌های او۳)        | ۹             |
| آلبوم‌های بلژیکی (اولتراتاپ فلاندرز)   | ۱۶            |
| آلبوم‌های بلژیکی (اولتراتاپ والونیا)   | ۲۸            |
| آلبوم‌های دانمارکی (هیت‌لیستن)          | ۱۶            |
| آلبوم‌های هلندی (جدول‌های هلند)         | ۱۲            |
| آلبوم‌های فنلاندی (جدول رسمی فنلاند)   | ۵۰            |
| آلبوم‌های فرانسوی (اس‌ان‌ئی‌پی)           | ۸۷            |
| آلبوم‌های آلمانی (۱۰۰ آلبوم برتر رسمی) | ۹             |
| آلبوم‌های سوئدی (برترین‌های سوئد)       | ۱۵            |
| آلبوم‌های سوئیسی (جدول موسیقی سوئیس)   | ۱۰            |
| آلبوم‌های بریتانیا (شرکت جدول‌های رسمی) | ۳۰            |

## گواهینامه‌ها
| منطقه                                   | گواهی  | واحد گواهی‌شده/فروش |
| --------------------------------------- | ------ | ------------------ |
| سوئد (گی‌ال‌اف)                           | پلاتین | ۴۰٬۰۰۰             |
| رقم فروش+پخش جاری تنها بر پایهٔ گواهی‌ها. |        |                    |